# Expedición Amundsen

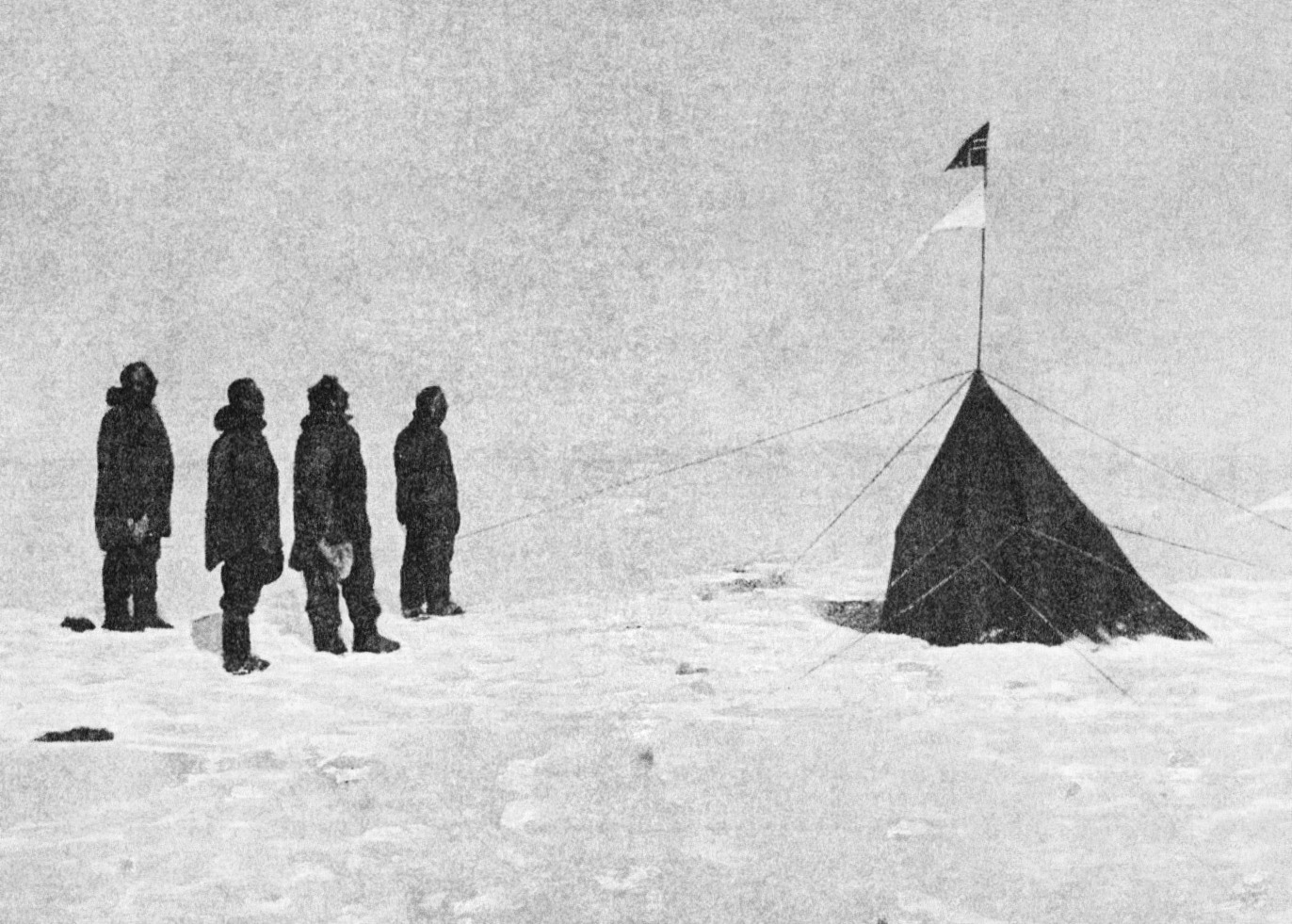
Oscar Wisting, Sverre Hassel, Helmer Hanssen y Roald Amundsen (de izquierda a derecha) en «Polheim», la tienda erigida en el Polo Sur el 16 de diciembre de 1911. La bandera en lo alto es la de Noruega; mientras que la de abajo lleva el nombre de «Fram». Fotografía de Olav Bjaaland.

La expedición Amundsen fue la primera expedición en llegar al Polo Sur, liderada por el explorador noruego Roald Amundsen. Él, junto a cuatro de los miembros que integraron la expedición, llegaron al Polo el 14 de diciembre de 1911, con cinco semanas de antelación con respecto al grupo liderado por el inglés Robert Falcon Scott, de la expedición Terra Nova. Amundsen y su equipo regresaron sanos y salvos a su base, siendo informados, más tarde, de que Scott, junto a cuatro compañeros más, habían muerto en el viaje de regreso.
En un principio, la idea de Amundsen era llegar al Ártico y conquistar el Polo Norte, para ello utilizó un navío preparado para navegar entre el hielo. Obtuvo la licencia para tripular y comandar el Fram, el navío de exploración polar de Fridtjof Nansen, y consiguió recoger una gran cantidad de dinero para financiar su proyecto. Sin embargo, en 1909, sus rivales norteamericanos, Frederick Cook y Robert Peary, anunciaron, cada uno de ellos, que habían llegado al Polo Norte, echando, así, abajo los planes de Amundsen. Dadas las circunstancias, decidió alterar sus planes e iniciar los preparativos para una expedición al Polo Sur; sin tener la certeza de si el público y sus patrocinadores se mantendrían a su lado, mantuvo en secreto su nuevo objetivo. Cuando partió, en junio de 1910, la mayor parte de su tripulación creía que era el inicio de un viaje hacia el Ártico.
Amundsen estableció su base antártica, de nombre «Framheim», en la bahía de las Ballenas en la barrera de hielo de Ross. Tras meses de preparación, el establecimiento de los depósitos y una salida en falso que casi termina en desastre, él y su grupo partieron hacia el Polo en octubre de 1911. Durante el transcurso, descubrieron el Glaciar Axel Heiberg, que les ayudó en su ruta hasta la Meseta Antártica y, finalmente, hacia el propio Polo Sur. La maestría en el uso de esquís y la experiencia con trineos tirados por perros hizo que su viaje fuese relativamente rápido y sin problemas mayores. Otros objetivos de esta expedición incluyeron la primera exploración de la península del Rey Eduardo VII y una vasta exploración oceanográfica.
A pesar de que la expedición fue exitosa y fuertemente aplaudida, el trágico destino de Scott opacó su conquista. Por otro lado, el hecho de que Amundsen hubiese decidido mantener en secreto la alteración de sus planes, fue bastante criticado. Los historiadores modernos reconocen la elevada capacidad y coraje de Amundsen y su grupo; la estación de investigación científica en el Polo Sur recibió su nombre junto al de Scott.

## Contexto

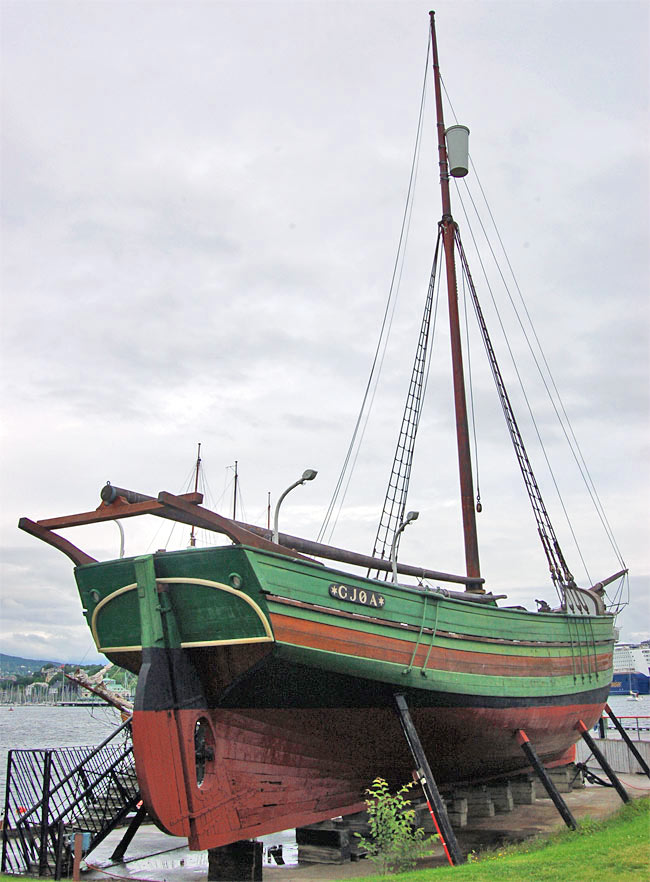
Gjøa, el barco en el que Amundsen y su equipo conquistaron el Pasaje del Noroeste, 1903-1906.

Amundsen nació cerca de Christiania (actualmente Oslo), Noruega, en 1872, siendo hijo de un propietario de barcos. En 1893, abandonó los estudios médicos en la Universidad de Christiania y se enroló como marinero del buque foquero Magdalena en un viaje al Ártico. Tras participar en una serie de viajes similares fue promocionado a segundo oficial. Cuando no estaba en el mar, Amundsen desarrolló sus habilidades como esquiador en el ambiente duro de Hardangervidda (Noruega). En 1896, inspirado por las proezas polares de su conciudadano Fridtjof Nansen, Amundsen se unió a la Expedición Belga del Antártico como oficial, a bordo del Belgica, bajo las órdenes de Adrien de Gerlache. A principios de 1898 el barco se quedó atrapado por la banquisa en el mar de Bellingshausen donde se quedó durante casi un año. La expedición se convirtió así, involuntariamente, en la primera en pasar un invierno completo en aguas del Antártico, un periodo marcado por la depresión, la inanición, la locura y el escorbuto entre los miembros de la tripulación. Amundsen permaneció desapasionado, registrando todo y utilizando la experiencia como educación en todos los aspectos de técnicas de exploración polares, especialmente asistencia, vestimenta y dietas.
El viaje del Bélgica marcó el comienzo de lo que posteriormente se conocería como la Edad heroica de la exploración de la Antártida y fue sucedida por una serie de expediciones patrocinadas por el Reino Unido, Suecia, Alemania y Francia. Sin embargo, en su regreso a Noruega en 1899, Amundsen desvió la atención hacia el norte. Seguro de sus habilidades para encabezar una expedición, planeó una travesía a través del paso del noroeste, la vía marítima desconocida en aquel tiempo entre el Atlántico y el Pacífico a través del laberinto de islas del norte de Canadá. Habiendo alcanzado el grado de capitán, Amundsen compró un pequeño sloop, el Gjøa, que servía a las necesidades del viaje por el océano Ártico. Habiéndose asegurado el patrocinio de Óscar II de Suecia, el apoyo de Nansen y ayuda financiera, Amundsen comenzó la expedición en junio de 1903 con una tripulación de seis hombres. El viaje duró hasta 1906 y consiguió su propósito de conquistar el paso del noroeste. A la edad de 34 años, Amundsen se convirtió en un héroe nacional.
Las expediciones polares tanto en el Polo Norte como en el Polo Sur eran muy activas durante este periodo. En noviembre de 1906 el estadounidense Robert Peary volvió de su última travesía infructuosa al Polo Norte, afirmando que había llegado al «paralelo 87», una marca discutida por historiadores posteriores, e inmediatamente comenzó la recogida de fondos para otro intento. En julio de 1907, Frederick Cook, un anterior compañero de Amundsen en el Bélgica, zarpó hacia el norte en el que, aparentemente, era un viaje de cacería pero que se rumoreaba que realmente era un intento de expedición al Polo Norte. Un mes más tarde la Expedición Nimrod, liderada por Ernest Shackleton zarpó hacia la Antártida, mientras Robert Falcon Scott preparaba otra expedición (Terra Nova) en caso de que Shackleton fracasara. Amundsen no veía ninguna razón para ceder prioridad a los británicos en el Polo Sur, y afirmó públicamente sobre las perspectivas de dirigir una expedición Antártica, aunque su objetivo preferido seguía siendo el Polo Norte.

## Preparación

### Nansen y elFram

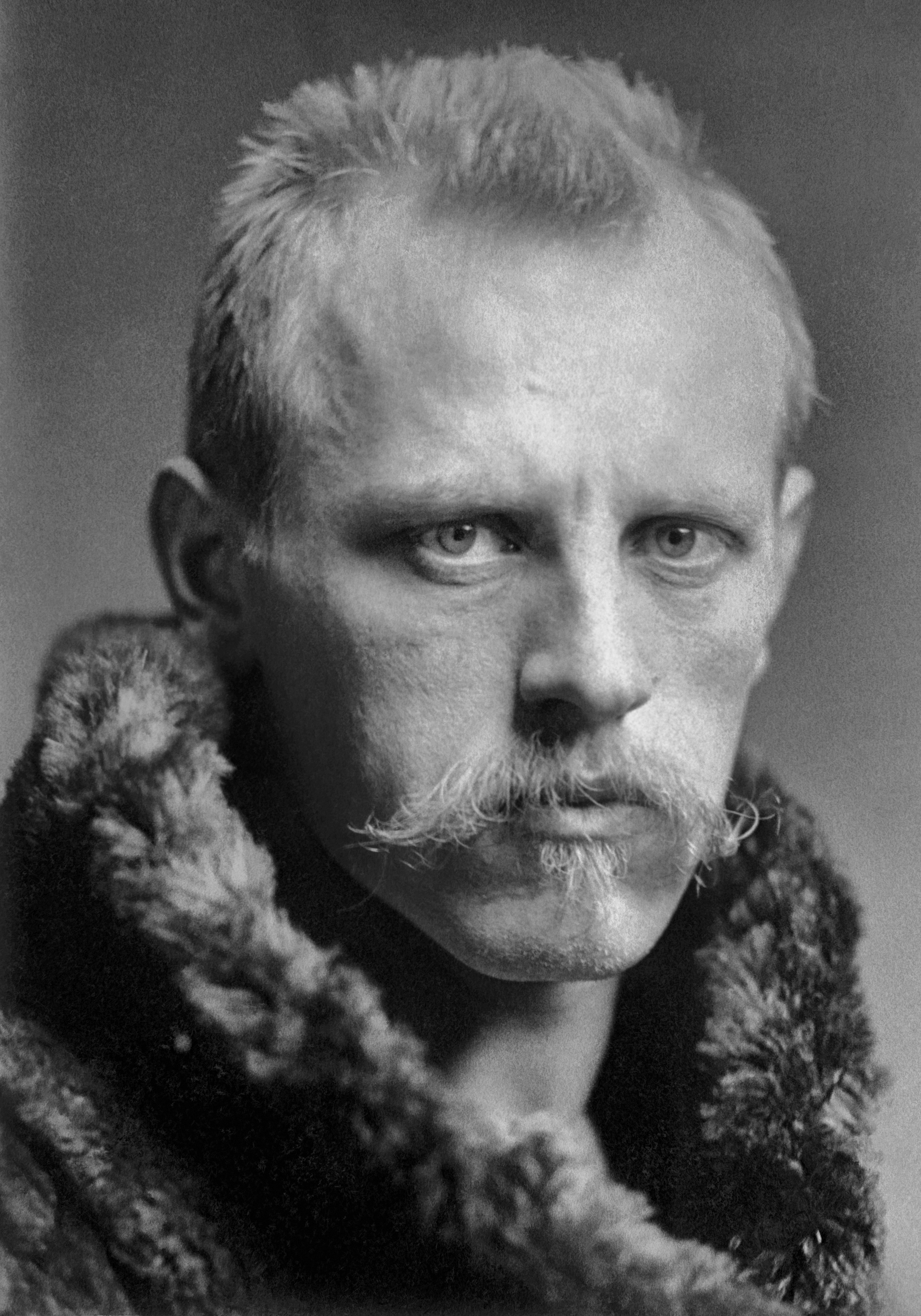
Fridtjof Nansen, cuya expedición ártica de 1893-1896 inspiró a Amundsen.

En 1893, Nansen había conducido su barco, el Fram, a través de la banquisa ártica de la costa del norte de Siberia poniendo rumbo hacia Groenlandia, esperando que por esta ruta podríase llegar al Polo Norte, aunque su acometido resultó infructuoso. El intento de Nansen y Hjalmar Johansen de llegar a pie fue igualmente fallido. Sin embargo, la estrategia de Nansen se convertiría en la base de los planes árticos de Amundsen. Este creía que si entraba en el océano Ártico a través del estrecho de Bering, al este del punto de partida de Nansen, el barco conseguiría un rumbo más septentrional y pasaría cerca o a través del polo.
Amundsen consultó a Nansen, quien insistió en que el Fram era el único barco capaz de asumir tal compromiso. El Fram había sido diseñado y construido entre 1891 y 1893 por Colin Archer, el constructor e ingeniero naval más prestigioso de Noruega, de acuerdo con las especificaciones exactas de Nansen para resistir una prolongada exposición a las más duras condiciones del Ártico. El rasgo más distintivo del barco era su buque redondeado que, según Nansen, permitía al barco «resbalar como una anguila escapándose de los abrazos del hielo». Además el buque se encontraba forrado de Chlorocardium sudamericano, la madera más dura disponible, y vigas elásticas de punta a punta. La anchura del buque era de 10,9 metros por 39 de ancho, lo cual le daba una apariencia marcadamente rechoncha. Esta forma mejoraba su fuerza en el hielo pero afectaba su actuación en el mar abierto, donde se movía con dificultad y se inclinaba de forma incómoda. Sin embargo, su aspecto, velocidad, y las cualidades de navegación eran secundarios en relación con el hecho de proporcionar un refugio seguro y caliente para la tripulación durante un viaje que podría prolongarse durante varios años.
El Fram había emergido virtualmente ileso de la expedición de Nansen después de casi tres años en el hielo polar. En su regreso se había reparado, para una expedición de cuatro años bajo el mando de Otto Sverdrup, destinada a describir y explorar unos 260 000 km² de territorio inhabitado en las islas del Norte de Canadá. Tras el fin del viaje de Sverdrup, en 1902, el Fram llegó a Christiania. Aunque el barco era técnicamente propiedad del estado, estaba tácitamente admitido que Nansen tuviera la primera opción de reclamarlo. Tras su regreso del Ártico en 1896 había aspirado a utilizar el Fram en una expedición antártica, pero por 1907, tales esperanzas se habían desvanecido. En septiembre de ese año, Amundsen fue llamado a casa de Nansen donde se le comunicó que podía disponer del barco.

### Pasos iniciales
Amundsen hizo públicos sus planes el 10 de noviembre de 1908, en una reunión de la Sociedad Geográfica Noruega. Llevaría el Fram a rodear el Cabo de Hornos, ubicado en el océano Pacífico, y, tras reabastecerse en San Francisco, el barco seguiría hacia el norte, a través del estrecho de Bering hasta la Punta Barrow. Desde aquí pondría rumbo directamente al hielo para comenzar un viaje a la deriva que duraría unos cuatro o cinco años. La parte científica del viaje sería tan importante como la exploración geográfica. Las continuas observaciones que se llevarían a cabo deberían servir para tratar un cierto número de problemas sin resolver. El plan fue recibido con entusiasmo, y al día siguiente el rey Haakon abrió una lista de patrocinadores con un regalo de 20 000 coronas noruegas. El 6 de febrero de 1909, el Parlamento Noruego aprobaba una subvención de 75 000 coronas para reparar el barco. El recaudamiento de fondos y la dirección comercial de la expedición se ponía en manos del hermano de Amundsen, Leon, de modo que el explorador se pudiera concentrar en los aspectos más prácticos de la organización.
En marzo de 1909 se anunció que Shackleton había llegado a una nueva máxima latitud sur de 88°23' (unos 160 km del polo) antes de regresar; como Amundsen mismo admitió, ya sólo quedaban unos pocos pasos para conquistar la meta. El logro de Shackleton fue tan elogiado que se le denominó como el equivalente del sur a Nansen en el norte. Siguiendo la misma línea, Robert Falcon Scott inmediatamente confirmaba su intención de encabezar una expedición (que se convertiría en la Expedición Terra Nova) que completaría los «pocos pasos» pendientes y reclamaría el premio para el Imperio Británico.

### Personal

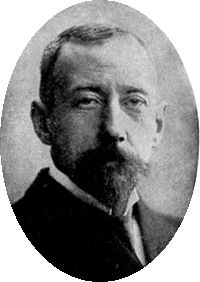
Roald Amundsen, líder de la expedición.

Amundsen escogió a tres lugartenientes navales como oficiales de su expedición: Thorvald Nilsen, un explorador que sería el segundo de a bordo; Hjalmar Fredrik Gjertsen y Kristian Prestrud. Gjertsen, a pesar de carecer de estudios en medicina, sería doctor de expedición, y se le envió a un «curso relámpago» en cirugía y odontología. Un artillero naval, Oscar Wisting, fue aceptado por recomendación de Prestrud porque podría dejar en sus manos la mayoría de las tareas. Aunque tenía poca experiencia previa en trineos de perros, Amundsen escribió que Wisting desarrollaba «una manera de ser propio» con ellos y se convirtió en un veterinario aficionado muy útil.
La primera elección para la expedición era Olav Bjaaland, un campeón de esquí que era también carpintero especializado y fabricante de esquís. Bjaaland era de Morgedal, ubicada en la provincia de Telemark en Noruega, una región célebre por el coraje de sus esquiadores y pionera en las técnicas modernas de Sondre Norheim. Amundsen compartía la opinión de Nansen que los esquís y los perros de trineos proporcionaban, por mucho, el método más eficiente de transporte ártico, y estaba decidido a reclutar a los conductores de perros más hábiles. Helmer Hanssen, que había demostrado su valor en la expedición del Gjøa, aceptó viajar con Amundsen otra vez. Le acompañó Sverre Hassel, un experto en perros y veterano de la expedición Sverdrup a bordo del Fram (1898-1902) que inicialmente pretendía sólo viajar con Amundsen hasta San Francisco. Consciente del valor de un cocinero competente, Amundsen se aseguró los servicios de Adolf Lindström, otro veterano de Sverdrup que había sido cocinero a bordo del Gjøa.
De sus experiencias a bordo del Bélgica y el Gjøa, Amundsen había aprendido la importancia de contar con compañeros estables y compatibles, y con todo este personal experimentado sentía que había completado el corazón de la expedición. Continuó reclutando hombres durante todo 1909; contratando hasta 19. Todos estos, excepto uno, Hjalmar Johansen, eran elecciones personales de Amundsen, que se contrataba a instancias de Nansen. Desde su viaje con Nansen, Johansen había sido incapaz de establecerse en la vida normal y a pesar de los esfuerzos de Nansen y otros para ayudarle, su vida se convirtió en una espiral de alcoholismo y deuda. Nansen deseaba dar una oportunidad final a su camarada para demostrar que era todavía un trabajador capaz en su campo. Sintiendo que no podría rechazar los deseos de Nansen, Amundsen aceptó la colaboración de Johansen.
Entre los otros miembros de la tripulación del Fram se encontraba Alexander Kucha, un estudiante de oceanografía y discípulo del profesor Bjorn Helland-Hansen que, navegando con el Fram, se convertiría en el primer ruso en pisar la tierra de Antártida (Faddey Bellingshausen y Mikhail Lazarev descubrieron el continente en 1820, pero nunca lo pisaron). Mientras que la expedición de Amundsen se iba al polo Sur, Kucha permaneció en el barco, completando un estudio oceanográfico del océano Antártico. Tenía que volver a Noruega con otro barco desde Buenos Aires, transmitiendo los materiales oceanográficos obtenidos por la expedición a Helland-Hansen, pero poco después moriría en un intento desafortunado de cruzar a través del paso del noreste que emprendió junto con Vladimir Rusanov.

### Cambio de rumbo
En septiembre de 1909 la prensa hizo eco del hecho de que Cook y Peary habían llegado por separado al Polo Norte, Cook en abril de 1908 y Peary un año más tarde. Preguntado sobre el caso, Amundsen evitó dar su aprobación a cualquiera de los dos, pero afirmó que «probablemente algo quedaría por hacer». Aunque evitaba la controversia sobre las reclamaciones respectivas de Cook y Peary, Sin el atractivo de la captura del polo, lucharía por mantener el interés público y la financiación necesarias. «Si la expedición se salva [...] no queda nada para mí aparte de intentar resolver el gran problema, el Polo Sur». Así Amundsen decidía irse hacia el sur; la expedición ártica podría esperar «un año o dos» hasta que el Polo Sur se hubiera conquistado.
Amundsen no hizo público su cambio de planes. Como señala el biógrafo de Scott, David Crane, la financiación pública y privada de la expedición se reservaba para el trabajo científico en el Ártico y no había ninguna garantía de que los partidarios entendieran o aceptaran el cambio de planes. Además el cambio de objetivo podría hacer que Nansen revocara el uso del Fram, o que se propusiera detener la expedición por temor a entorpecer a Scott y ofender a los británicos. Amundsen ocultó sus intenciones a todos, excepto a su hermano Leon y su segundo de a bordo, Nilsen. Este secreto llevó ciertas dificultades, ya que Scott había enviado a Amundsen instrumentos para permitir que las dos expediciones, en ambos extremos del planeta, hicieran pruebas científicas comparadas. Cuando Scott, llegó a Noruega para probar sus trineos de perros, llamó a Amundsen para hablar de cooperación entre las dos expediciones, pero este evadió la conversación.
El calendario de la expedición, revisado en privado, exigía que el Fram zarpara de Noruega en agosto de 1910 y navegara hasta Madeira, en su única escala. Desde allí el barco seguiría directamente hacia el mar de Ross en Antártida, dirigiéndose a la bahía de las Ballenas, una entrada en la barrera de hielo de Ross (entonces conocida como la «Gran Barrera de Hielo») donde Amundsen pretendía establecer un asentamiento. La bahía de las Ballenas era el punto más meridional en el mar Ross al que podría penetrar un barco, más cercano al polo que la base de Scott en el estrecho de McMurdo. A pesar de que entre 1907 y 1909 Shackleton había considerado que el hielo de la bahía de las Ballenas era inestable, después de haber estudiado los registros de Shackleton, Amundsen decidió que la barrera se asentaba en un banco de arena o rocas y que era idónea para una base segura y estable. Tras el desembarco, el Fram se dedicó a realizar trabajos de investigación oceanográfica en el Atlántico antes de poner rumbo al polo a principios de 1911.

### Transporte, equipo y suministros
Amundsen no entendía la aparente aversión de los exploradores británicos por los perros: «¿Puede ser que el perro no entienda a su amo? ¿O es el amo quien no entiende a su perro?» escribió. Después de tomar la decisión de irse hacia el sur, encargó cien perros del norte de Groenlandia, los mejores y más fuertes que había. Además de su durabilidad como animales de carga, los perros podían servir para alimentar a otros perros y podrían proporcionar carne fresca para los hombres durante la expedición polar.
Las botas de esquí de la expedición, especialmente diseñadas para Amundsen, eran el producto de dos años de pruebas y modificaciones en busca de la perfección. La ropa incluía vestidos de piel de foca del norte de Groenlandia, y ropa modelada según el estilo de los Inuit con pieles de renos, de lobos, tejido Burberry y gabardina. Los trineos fueron construidos de fresno noruego y los patines de pacana americana con llantas de acero. Los esquís, también moldeados con pacana, eran especialmente largos para reducir la probabilidad de caer en las grietas. Las tiendas eran, en palabras de Amundsen, «las más fuertes y prácticas que jamás se hayan usado», llevaban suelo incorporado y se montaban con un solo poste. Para cocinar durante la expedición, Amundsen eligió el fogón de queroseno en lugar del fogón especial ideado por Nansen, porque creía que este ocupaba demasiado espacio.
De sus experiencias en el Belgica, Amundsen era consciente de los peligros del escorbuto. Aunque la causa verdadera de la enfermedad, la deficiencia de vitamina C, no se comprendía en la época, se sabía que la enfermedad se podría contrarrestar comiendo carne fresca. A fin de neutralizar el peligro, Amundsen planeó complementar la dieta con raciones suplementarias de carne de foca. También había encargado una clase especial de pemmican que incluía verduras y harina de avena: «una comida más estimulante, nutritiva y apetitosa que esta sería imposible de encontrar», afirmaba. La expedición también tenía buenas provisiones de vinos y licores, para ser usados como medicina y en ocasiones festivas o sociales. Consciente de la pérdida de moral en el Belgica, Amundsen proveyó para el tiempo libre con una biblioteca de alrededor de 3000 libros, un gramófono con gran cantidad de discos y una gama de instrumentos musicales.

### Salida

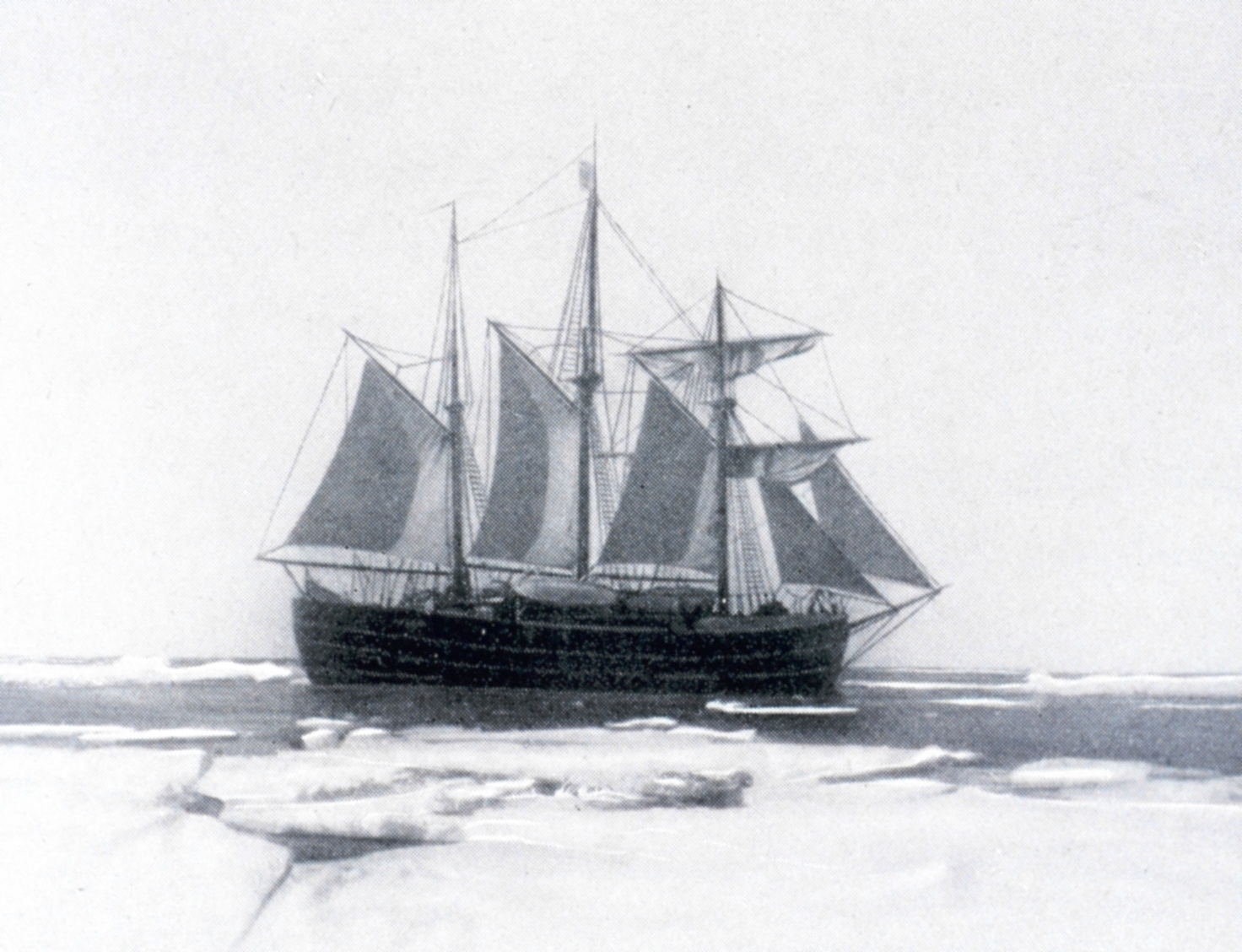
El Fram, barco de la expedición.

En los meses previos a la salida se hizo más difícil obtener ingresos de los patrocinadores. Debido al interés público limitado, anulaban tratos con la prensa y el parlamento rechazaba la petición de unas 25 000 coronas adicionales. Amundsen tuvo que hipotecar su casa para mantener viva la expedición. Fuertemente endeudado, Amundsen dependía en este momento del éxito de la expedición para evitar la ruina financiera y personal.
Después de un viaje de prueba de un mes en el norte del Atlántico, el Fram navegó a Kristiansand a finales de julio de 1910 para embarcar los perros y hacer preparaciones finales para la salida. Mientras estaba en Kristiansand, Amundsen recibió una oferta de ayuda de Peter «Don Pedro» Christophersen, un noruego expatriado cuyo hermano era diplomático en Buenos Aires. Christophersen proporcionaría combustible y otras provisiones al Fram en Montevideo o Buenos Aires, una oferta que Amundsen aceptó agradecido. Justo antes de que el Fram zarpara el 9 de agosto, Amundsen reveló el destino verdadero de la expedición a los dos oficiales subsecuentes, Prestrud y Gjertsen. En el viaje de cuatro semanas hasta Funchal en Madeira, apareció una cierta incertidumbre entre la tripulación, que veía como algunas de las preparaciones no tenían sentido y las preguntas de los que encontraban evasivas de los oficiales. Esto, dice el biógrafo de Amundsen Roland Huntford, era «suficiente para generar sospecha y minar la moral».
El Fram llegó a Funchal el 6 de septiembre. Tres días después Amundsen informó a la tripulación del cambio de planes. Les decía que pretendía hacer «un rodeo» por el polo Sur en la ruta hacia el Norte, que era todavía su verdadera destino, pero que se debería aplazar un tiempo. Después de que Amundsen detallara su nuevo plan, cada hombre se le preguntó individualmente si estaba dispuesto a continuar, y todos respondieron positivamente. Amundsen escribió una larga carta de explicación a Nansen, acentuando el hecho de que las reclamaciones de Cook y Peary sobre el polo Norte daban un «golpe mortal» a sus planes originales. Decía que se la había forzado a esta acción por necesidad, pedía perdón y expresaba la esperanza de que sus logros expiraran cualquier delito.
Antes de abandonar Funchal en 9 de septiembre, Amundsen enviaba un cable a Scott, para informarle del cambio de planes. El barco de Scott el Terra Nova había salido de Cardiff rodeado de una gran publicidad, y tenía previsto llegar a Australia a principios de octubre y fue a Melbourne donde Amundsen envió su telegrama. No se daba ninguna indicación de los planes del noruego o de su destino a la Antártida: «Supongo que lo sabremos en su momento≫, escribió el secretario de Scott, John Scott Keltie en la Royal Geographical Society. Las noticias de los planes revisados de Amundsen llegaban a Noruega a principios de octubre y provocaban una respuesta generalmente hostil. Aunque Nansen dio su bendición y aprobación, la prensa y el público condenaron las acciones de Amundsen, y la financiación pública prácticamente quedó en cero. Las reacciones en Gran Bretaña fueron adversas, como era de prever, y de la incredulidad inicial expresada por Keltie se pasó a la ira y el desprecio. «He enviado los detalles de la conducta deshonesta de Amundsen a Scott... si yo fuera él, no les dejaría llegar a tierra», escribió Clements Markham, el anterior e influyente presidente de la RGS. Desconocedor de las reacciones del mundo, el Fram siguió rumbo hacia el sur durante cuatro meses. Los primeros icebergs se vieron el día de año nuevo de 1911 y la barrera el día 11 de enero. Cuatro días después el Fram estaba en la bahía de las Ballenas.

## Primera estación, 1910-11

### Framheim
Tras anclar el Fram al hielo en una entrada en la esquina sureste de la bahía, Amundsen seleccionó un lugar para la base principal de la expedición, a unos 3,5 km del barco. Se utilizaron seis equipos de perros para mover los suministros hasta aquel lugar y comenzó el trabajo de levantar el campamento. Bjaaland y Stubberud construyeron unos profundos cimientos en el hielo, nivelando la tierra. Dado que el viento predominante venía del este, la cabaña se levantó siguiendo un eje este-oeste, con la puerta mirando hacia el oeste; de esta manera el viento tocaba sólo la pared oriental, más corta. El 21 de enero se colocó el techo, y seis días más tarde la cabaña estaba completa. Entonces se transportó hasta la Franheim un gran suministro de carnes, incluyendo 200 focas, para consumirlo en la base y para llevárselo durante viaje al polo. Se dio el nombre de Framheim, «la casa del Fram», en la base.
La mañana del 3 de febrero, el Terra Nova llegó inesperadamente a la bahía de las Ballenas. Había salido de Nueva Zelanda el 29 de noviembre de 1910 y había llegado al estrecho de McMurdo a principios de enero. Tras desembarcar, Scott había enviado una expedición de seis hombres, dirigidos por Victor Campbell, hacia el este en la península de Eduardo VII. Este grupo pretendía explorar este territorio entonces desconocido, pero no había podido acercarse a la costa por culpa del hielo. El barco estaba navegando hacia el oeste a lo largo del borde de la barrera en busca de un lugar donde tocar tierra cuando se encontró con el Fram. Scott había especulado que Amundsen podría construir la base en el área del mar de Weddell, en el lado opuesto del continente; la prueba de que los noruegos empezarían el viaje hacia el polo con una ventaja de 60 millas náuticas respecto a los británicos ofrecía una perspectiva alarmante para Scott. Los dos grupos se comportaron de manera civilizada entre ellos; Campbell y sus oficiales Harry Pennell y George Murray Levick desayunaron a bordo del Fram, y ofrecieron a causa de ello una comida a bordo del Terra Nova. Amundsen se alegró de comprobar que Terra Nova no tenía ningún sistema de radio sin hilos, lo que podría haber hecho peligrar su estrategia en ser el primero en dar las noticias de una victoria polar. Estaba preocupado, sin embargo, por un comentario de Campbell que afirmaba que los trineos motorizados de Scott estaban funcionando bien. Sin embargo, ofreció a los británicos un lugar junto a la Framheim como base para la exploración de la península de Eduardo VII. Campbell rechazó la oferta, y navegó hacia McMurdo para informar a Scott de la localización de Amundsen.

### Viajes de establecimiento de almacenes
A principios de febrero, Amundsen empezó a organizar los viajes de establecimiento de almacenes a través de la barrera, con el fin de prepararse para el asalto del siguiente verano en el polo. Los almacenes de suministros dispuestos a intervalos regulares en la ruta proyectada limitarían la cantidad de comida y combustible que la expedición debería transportar. Estos viajes serían las primeras pruebas verdaderas del equipo, perros y hombres. Para el primer viaje, iniciado el 10 de febrero, Amundsen escogió a Prestrud, Helmer Hanssen y Johansen para acompañarlo; junto a más de 18 perros que tiraban tres trineos. Amundsen había dividido la expedición en dos equipos, marítimo y terrestre. El equipo marítimo, bajo las órdenes de Nielsen, navegaría con el Fram y los nueve miembros restantes formarían parte del equipo terrestre: Amundsen, Prestrud, Johansen, Helmer Hanssen, Hassel, Bjaaland, Stubberud, Wisting y Lindstrom. Antes de marchar, Amundsen dejó instrucciones a Nielsen referente al destino del Fram. El barco debería navegar hasta Buenos Aires para reaprovisionar, antes de emprender un programa de trabajo oceanográfico en el océano Antártico y volver a la barrera lo antes posible en 1912.
Cuando los cuatro hombres comenzaron el viaje hacia el sur, su único conocimiento de la barrera provenía de los libros que los anteriores exploradores habían publicado, y preveían unas condiciones muy duras durante el viaje. Se sorprendieron al encontrar que la superficie de la barrera era muy similar a un glaciar convencional; y que pudieron recorrer unos 24 km el primer día. Amundsen apreció como de bien se estaban comportando los perros en estas condiciones, y se sorprendió de la aversión inglesa en el uso de perros en la barrera. La expedición llegó a los 80°S el 14 de febrero, y tras dejar el almacén, volvieron a la base Framheim el 16 de febrero.
El segundo viaje de disposición de almacenes salía de la Franheim el 22 de febrero, con ocho hombres, siete trineos y cuarenta y dos perros. Las condiciones en la barrera habían deteriorado bruscamente; las temperaturas medias habían bajado unos 9 °C, y la nieve se había amontonado sobre la superficie del hielo. Bajo temperaturas mínimas de –40 °C, la expedición llegó el 3 de marzo en la latitud 81ºS, donde establecieron un segundo almacén. Amundsen, Helmer Hanssen, Prestrud, Johansen y Wisting continuaron a partir de aquí con los perros más fuertes, esperando llegar al paralelo 83, pero las difíciles condiciones meteorológicas los hicieron detener a los 82ºS el 8 de marzo. Amundsen veía como los perros se agotaban; y la expedición se volvió lenta llegando a la Franheim el 22 de marzo. Amundsen quería transportar más suministros hacia el sur antes de que la noche polar, que era inminente, hiciera imposible el viaje, y el 31 de marzo una expedición de siete hombres dirigidos por Johansen salía de la Framheim para llegar al almacén del paralelo 80 con seis focas desolladas que los proporcionaron más de 1000 kilos de carne. La expedición regresó el 11 de abril, tres días más tarde de lo esperado tras embarrancar en una zona de grietas.
En total, los viajes de disposición de almacenes establecieron tres almacenes que contenían 3400 kg de suministros, incluyendo 1300 kg de carne de foca y unos 180 litros de aceite de parafina. Amundsen había aprendido mucho de los viajes, especialmente del segundo, al ver cómo los perros tenían dificultades para llevar trineos demasiado pesados. Decidió aumentar el número de perros para el viaje polar, disminuyendo el número de hombres si era necesario. Los viajes revelaron una cierta falta de unión entre los hombres, especialmente entre Johansen y Amundsen. Durante el viaje del segundo almacén, Johansen se quejaba abiertamente a la poca idoneidad del equipo y Amundsen creía que había desafiado su autoridad.

### Invierno

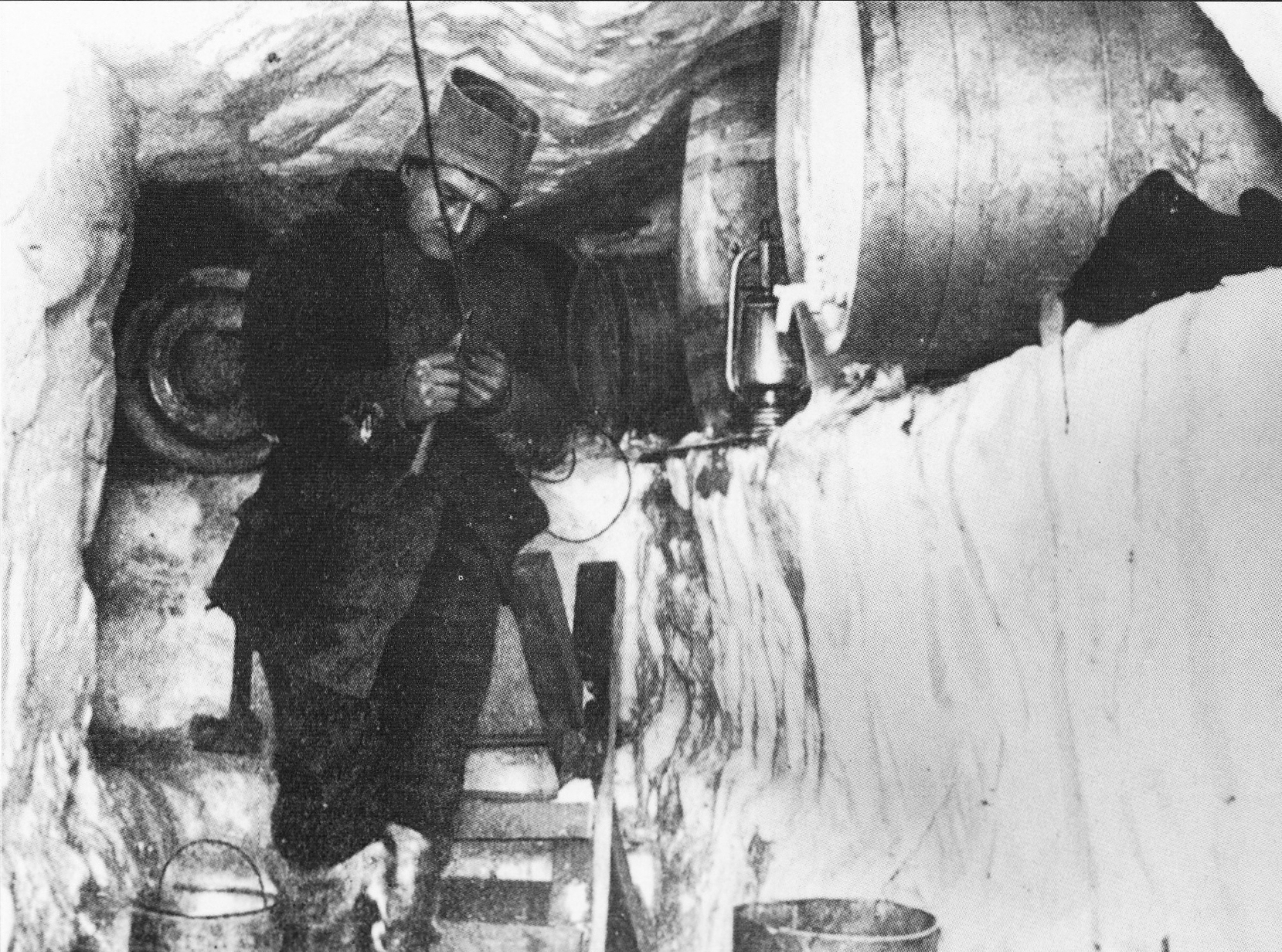
Sverre Hassel en el depósito de combustible en Framheim, invierno austral de 1911.

El sol se puso en el Franheim el 21 de abril y no volvería a aparecer hasta después de cuatro meses. Amundsen era consciente del aburrimiento y pérdida de moral que había arruinado al Bélgica durante el invierno de expedición en el hielo, y aunque no había ninguna posibilidad de ir en trineo intentó asegurar que los hombres se mantuvieran ocupados. Una tarea urgente que había que hacer era mejorar los trineos, que no habían funcionado bien durante los viajes de almacén. Además de aquellos escogidos específicamente para la expedición, Amundsen había llevado varios trineos de la expedición del Fram con Sverdrup de 1898-1902, que ahora pensaba que, adaptados, serían útiles para la tarea que tenían delante. Bjaaland redujo el peso de estos trineos hasta casi un tercio con la garlopa y también construyó tres nuevos trineos con madera de hickory. Los trineos adaptados serían utilizados para cruzar la barrera, mientras que el conjunto nuevo de Bjaaland se utilizaría en las etapas finales del viaje, a través de la meseta polar. Johansen preparó las raciones de cada trineo (42 000 galletas, 1320 latas de pemmican y casi 100 kilos de chocolate) mientras otros hombres se dedicaron a mejorar las botas, el equipo de cocción, las gafas y las tiendas. A fin de combatir los peligros del escorbuto, dos veces al día los hombres comían carne de foca que habían recogido y congelado en grandes cantidades antes del comienzo del invierno. El cocinero, Lindstrom, complementaba el consumo de vitamina C con moras embotelladas y arándanos, así como con pan integral hecho con levadura fresca, rico en vitamina B.
Aunque Amundsen se mostraba confiado en sus hombres y su equipo, se sentía atormentado, según Hassel, por los trineos con motor de Scott y el miedo que representaran una ventaja definitiva para los británicos. Con estos pensamientos, Amundsen estaba dispuesto a comenzar el viaje polar tan pronto como el sol saliera a finales de agosto, aunque Johansen advertía que el clima en la barrera sería demasiado frío. Amundsen rechazó esta tesis, y al amanecer del 24 de agosto preparó siete trineos. Las preocupaciones de Johansen parecían justificadas, ya que las duras condiciones (hasta –58 °C de mínima) los impidieron salir durante dos semanas. El 8 de septiembre de 1911, cuando la temperatura aumentó hasta –27 °C, Amundsen decidió que no podía esperar más, y una expedición de ocho hombres marcharon; dejando únicamente a Lindstrom en el Franheim.

## Segunda estación 1911-1912

### Falso comienzo
La expedición se inició con buenas sensaciones, viajando alrededor de 24 km cada día. Los perros corrían tanto, que algunos de los equipos más fuertes se separaron, se desataron los trineos y se aseguraron a los mismos para que actuaran como lastre. Con los trajes de pieles de lobo y reno, los hombres podrían afrontar las bajas temperaturas si se continuaban moviendo, pero que cuando se detenían sufrían, y apenas podían dormir por las noches. Las patas de los perros se congelaban. El 12 de septiembre, con temperaturas alrededor de -56 °C, la expedición se detuvo después de sólo 6,4 km y construyeron iglús para refugiarse. Amundsen reconoció entonces que habían comenzado la marcha demasiado temprano y decidieron que deberían regresar a la Framheim. Decidió no arriesgar las vidas de los hombres por su tozudez. Johansen escribió en su diario sobre la tontería que le parecía haber comenzado prematuramente un viaje tan largo e histórico, y de los peligros de una obsesión por ganar la expedición inglesa.
El 14 de septiembre, durante el retorno a la Framheim, dejaban gran parte de su equipo en el almacén de 80°S, para aliviar los trineos. El siguiente día, con temperaturas muy bajas y vientos fuertes, varios perros murieron por congelación entre otros motivos, y los que estaban demasiado débiles para continuar, se pusieron sobre los trineos. El 16 de septiembre, a 64 km de la Framheim, Amundsen ordenaba a sus hombres que se fueran hacia la base tan rápidamente como fuera posible. Dado que no tenía un trineo propio, subió al de Wisting, y con Helmer Hanssen y su equipo se fueron adelante, dejando atrás al resto. Los tres llegaron a la Framheim después de nueve horas, seguidos por Stubberud y Bjaaland dos horas más tarde y Hassel poco después. Johansen y Prestrud se encontraban todavía en ruta, sin comida ni combustible. Los perros de Prestrud habían fallado, y las patas se les congelaron. Llegaron al Framheim después de medianoche, más de diecisiete horas después de dar la vuelta.
El siguiente día, Amundsen preguntó a Johansen por qué él y Prestrud habían llegado tan tarde. Johansen contestó enfadado que sentía que los habían abandonado, y reprobaba al líder por dejar atrás a sus hombres. Amundsen informaría más tarde en Nansen que Johansen había «insubordinado violentamente» y que, como resultado, se le excluía de la expedición polar, que Amundsen ahora reducía a cinco. Puso a Johansen bajo las órdenes de Prestrud, mucho más inexperto como explorador, en una expedición que consistía en explorar la península de Eduardo VII. También persuadió a Stubberud para ir con ellos, por lo que la expedición polar quedaba formada por Amundsen, Helmer Hanssen, Bjaaland, Hassel y Wisting.

### Viaje al Polo Sur

Mapa antártico del área del mar de Ross, con los recorridos de la expedición Terra Nova (verde) y la expedición de Amundsen (rojo).

#### Barreras y montañas
Pese a sus ansias por reiniciar el viaje, Amundsen esperó hasta mediados de octubre y las primeras señales de la primavera. Estaba preparado para marchar el 15 de octubre, pero el mal tiempo lo retuvo durante varios días más. El 19 de octubre de 1911 los cinco hombres, con cuatro trineos y cincuenta y dos perros, empezaban el viaje. El tiempo empeoró rápidamente, y debido a la densa niebla la expedición se desvió por las rendijas que Johansen había descubierto en el otoño previo. Wisting recordaría más tarde como su trineo, con Amundsen a bordo, casi cayó por una rendija cuando el puente de nieve que los sostenía se rompió a su paso.
A pesar de estos contratiempos, la expedición cubría más de 24 km al día, y llegó al almacén ubicado a 82°S el 5 de noviembre. Marcaban la ruta por una línea de pilas de bloques de nieve a intervalos de unos 5 km. El 17 de noviembre llegaban al final de la barrera y vieron por primera vez las montañas transantárticas. A diferencia de Scott, que seguiría la ruta del glaciar Beardmore marcada por Shackleton, Amundsen tenía que decidir qué ruta seguiría a través de las montañas. Después de explorar los relieves de las montañas durante varios días y trepar hasta alturas de unos 450 metros, la expedición encontró lo que parecía ser una ruta clara, un glaciar empinado que los llevaba hacia la meseta polar. Amundsen le llamó el glaciar Axel Heiberg, uno de los principales patrocinadores de la expedición. El glaciar presentaba una subida más dura de lo que el equipo había previsto, alargando el tiempo de travesía debido a la necesidad de tomar rodeos, y en la nieve profunda y suave. Después de tres días de difícil escalada la expedición llegó a la cima del glaciar. Amundsen mostraba grandes elogios hacia sus perros, y despreciaba la idea de que no podrían trabajar en tales condiciones; el 21 de noviembre la expedición viajó 27 km y escaló más de 1500 metros.

#### Marcha hacia el Polo

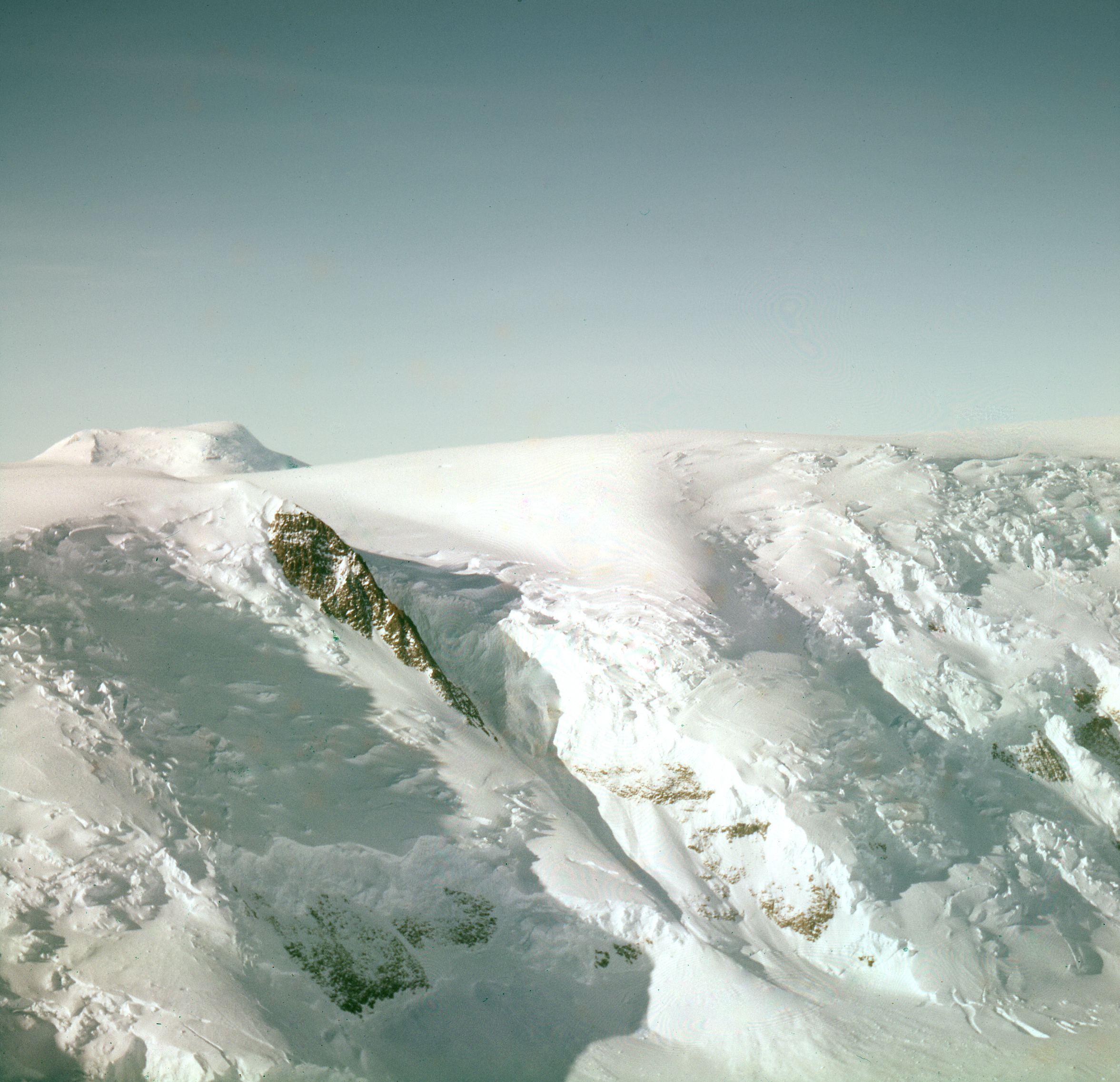
Parte del Glaciar Axel Heiberg.

Al llegar a la cima del glaciar, a 487 metros, estaban en una latitud de 85° 36'S, y Amundsen se preparó para la etapa final del viaje. De los 45 perros que habían hecho la subida (7 habían muerto en la barrera), sólo 18 seguirían adelante; al resto los mataron para obtener comida. Cada uno de los conductores de trineos mataba los perros de su propio equipo, les arrancaba la piel, y dividía la carne entre perros y hombres. «Llamábamos al lugar la Carnicería», recordó Amundsen. «Había un ambiente triste y depresivo, ya que habíamos cogido aprecio a nuestros perros». Los remordimientos no impedían, sin embargo, al equipo disfrutar de la comida en abundancia. Wisting resultaba especialmente hábil en la preparación y presentación de la carne.
La expedición cargó tres trineos de suministros para una marcha de hasta 60 días, dejando las provisiones restantes y los restos de los perros en un almacén. El mal tiempo evitó la salida hasta el 25 de noviembre cuando se fueron cautelosamente sobre terreno desconocido en medio de una niebla persistente. Viajaban sobre una superficie glaciar rota por muchas grietas, que junto con la pobre visibilidad, ralentizaban su progreso. Amundsen llamaba a esta área el «glaciar del Diablo». El 4 de diciembre llegaron a un área donde las grietas se escondían bajo capas de nieve y hielo, lo que provocaba que Amundsen generara un sonido «desagradablemente vacío» mientras la expedición pasaba por encima. Llamó a esta zona «La Sala de Baile del Diablo». Cuando posteriormente ese mismo día llegaron a una zona de tierra sólida estaban en el paralelo 87°S.
El 8 de diciembre los noruegos pasaban por el sur más lejano de Shackleton a los 88° 23'S. A medida que se acercaban al polo, buscaban cualquier marca en el paisaje, elementos que indicaran que otra expedición ya había llegado a aquel punto. Mientras acampaban el 12 de diciembre se alarmaron momentáneamente por un objeto negro que aparecía en el horizonte, pero más tarde se dieron cuenta de que se trataba de los restos de sus propios perros, aumentados por el espejismo. El siguiente día acamparon a 89° 45'S, a unos 24 km del polo. Al día siguiente, 14 de diciembre de 1911, de acuerdo con sus camaradas, Amundsen viajó con los trineos, y alrededor de las 3:00 p.m. la expedición llegaba a las proximidades del polo Sur. Allí izaron la bandera noruega y bautizaron el plano polar como la «Plataforma del Rey Haakon». Amundsen ironizaba sobre su victoria: «Nunca un hombre ha logrado un objetivo tan diametralmente opuesto a sus deseos. El área alrededor del polo Norte me había fascinado desde la infancia, y ahora estoy en el polo Sur. ¿Puede haber algo más extraño?».
Durante los tres días siguientes los hombres trabajaban para establecer la posición exacta del polo; tras las conflictivas disputas entre Cook y Peary al Norte, Amundsen quería dejar marcadores inconfundibles para Scott. Después de tomar varias lecturas con sextantes en diferentes momentos del día, Bjaaland, Wisting y Hassel esquiaron en direcciones diferentes para «encajar» el polo; Amundsen razonaba que al menos uno de ellos cruzaría el punto exacto. Finalmente la expedición plantó una tienda, que llamaron Polheim, tan cerca como les fue posible del polo real calculado a partir de sus observaciones. En la tienda, Amundsen dejó equipamiento para Scott, y una carta que se dirigía al rey Haakon y que pedía a Scott que le hiciera llegar.

#### Regreso al Framheim
El 18 de diciembre, la expedición comenzó el viaje de vuelta a la Framheim. Amundsen estaba determinado a volver a la civilización antes de que Scott, y fue el primero en llevar las noticias. Sin embargo, limitaba las distancias diarias a 15 millas (unos 24 km) para conservar la fuerza de perros y hombres. En las jornadas de luz diurna de 24 horas, la expedición viajaba durante la noche nocional, para mantener el sol en la espalda y reducir así el peligro de ceguera por la nieve. Guiado por las marcas que habían dejado en el viaje de ida, llegaron al almacén que habían llamado «Carnicería» el 4 de enero de 1912, y comenzaron el descenso por la barrera. Los hombres con esquís descendían rápidamente pero para Helmer, Hanssen y Wisting que conducían los trineos el descenso era precario, ya que los trineos eran difíciles de maniobrar, y hubo que añadirles unos frenos para permitir paradas rápidas cuando se encontraban con grietas.
El 7 de enero, la expedición llegaba al primero de los almacenes de la barrera. Amundsen decidió en este punto que podían acelerar su paso y los hombres adoptaron una rutina de caminar 15 millas (unos 24 km), detenerse seis horas y reanudar la marcha. De este modo cubrían alrededor de 50 km diarios y el 25 de enero, a las 4 a. m. llegaron a la Framheim. De los 52 perros que había en octubre, 11 habían sobrevivido, estirando 2 trineos. El viaje al polo y la vuelta habían durado 99 días (10 menos de los previstos) y habían recorrido casi 3000 km.

#### Informe al mundo
A su regreso a Framheim, Amundsen no perdió tiempo en terminar la expedición. Después de una cena de despedida en la cabaña, los expedicionarios cargaron los perros supervivientes y el equipo más valioso a bordo del Fram, el cual partió el 30 de enero de 1912. El destino era Hobart en Tasmania. Durante el viaje de 5 semanas Amundsen preparó sus telegramas y esbozó el primer informe que daría a la prensa. El 7 de marzo, el Fram llegó a Hobart, donde Amundsen rápidamente aprendió que aún no había noticias de la expedición de Scott. De inmediato, él envió telegramas a su hermano Leon, a Nansen y al rey Haakon, informándoles brevemente de su éxito. Al día siguiente envió el primer reporte completo de la expedición al periódico de Londres Daily Chronicle, a quien le había vendido los derechos exclusivos. El Fram permaneció en Hobart por 2 semanas, tiempo durante el cual el barco Aurora de Douglas Mawson se unió al grupo mientras estaba al servicio de la Expedición Antártica Australiana. Amundsen le regaló al personal del barco los 11 perros que sobrevivieron a la expedición.

### Otros logros de la expedición

#### Grupo oriental
El 8 de noviembre de 1911 Prestrud, Stubberud y Johansen partieron rumbo a la Tierra de Eduardo VII. La búsqueda de un punto en el que el hielo sólido de la barrera se volviera tierra cubierta de hielo probó ser difícil. El 1° de diciembre el grupo tuvo vista por primera vez de indudable tierra seca, un nunatak registrado por Scott durante la expedición Discovery de 1902. Después de alcanzar este punto recolectaron especímenes geológicos y muestras de musgo, y exploraron brevemente los alrededores antes de volver a Framheim el 16 de diciembre. Fueron los primeros hombres en poner pie en la Tierra de Eduardo VII.

#### FramyKainan Maru
Después de salir de la Bahía de las Ballenas el 15 de febrero de 1911, el Fram puso rumbo a Buenos Aires, a donde llegó el 17 de abril. Aquí Nielsen se enteró de que los fondos de la expedición estaban agotados. Una suma de dinero supuestamente destinada a ayudar en las necesidades del barco no se había materializado. Afortunadamente, Don Pedro Christophersen (amigo de Amundsen) estaba disponible para cumplir sus promesas de proveer suministros y combustible. El Fram partió en junio para un crucero oceanográfico entre Suramérica y África, que tardó 3 semanas. El barco regresó a Buenos Aires para reaprovisionamiento y reacondicionamiento antes de zarpar el 5 de octubre en dirección sur. Fuertes vientos y mares tormentosos alargaron el viaje, pero el barco llegó a la Bahía de las Ballenas el 9 de enero de 1912. El 17 de enero, los hombres en Framheim se sorprendieron con la aparición de un segundo barco, el cual era el Kainan Maru, al servicio de la Expedición Antártica Japonesa dirigida por Nobu Shirase. La comunicación entre ambas expediciones estuvo limitada por dificultades idiomáticas, aunque los noruegos notaron que los japoneses iban para la Tierra de Eduardo VII. El Kainan Maru partió al día siguiente, y el 26 de enero dejó un grupo allí. Este fue el primer desembarco en esa costa desde el mar. Intentos previos por los barcos Discovery (1902), Nimrod (1908) y Terra Nova (1911) habían terminado en fracaso.

## Después de la expedición

### Reacciones contemporáneas

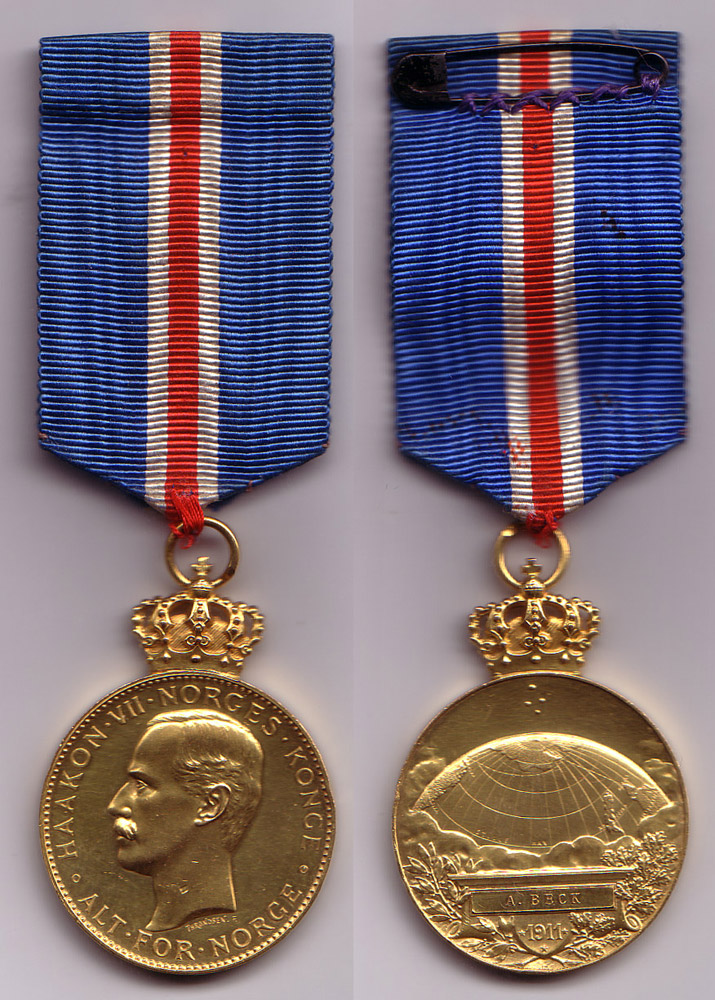
Medalla del Polo Sur (Sydpolmedaljen), otorgada a los miembros de la expedición.

En Hobart, Amundsen recibió telegramas de felicitación del expresidente estadounidense Theodore Roosevelt y el rey británico Jorge V. El rey expresó con particular gozo que el primer puerto en el que Amundsen recaló a su regreso haya estado en suelo del Imperio Británico. En Noruega (que había obtenido su independencia 6 años antes, luego de 500 años de dominación danesa y sueca) la noticia fue anunciada con titulares en la prensa, y la bandera nacional fue izada a lo largo del país. Todos los participantes en la expedición recibieron la Medalla del Polo Sur (Sydpolsmedaljen), establecida por el rey Haakon para conmemorar la expedición. Sin embargo, el biógrafo de Amundsen Roland Huntford menciona «el frío bajo las aclamaciones», refiriéndose a que permanecía un sentimiento de incomodidad con las tácticas de Amundsen. Un periódico noruego expresó alivio en que Amundsen encontró una nueva ruta y no interfirió con el recorrido de Scott.
En el Reino Unido la reacción de la prensa ante la hazaña de Amundsen fue moderada pero generalmente positiva. Aparte de los reportes entusiastas en el Daily Chronicle y el Illustrated London News (cada uno de los cuales tenía una participación financiera en el éxito de Amundsen), el Manchester Guardian resaltó que cualquier causa de reproche fue borrada por el valor y determinación de Amundsen. Los lectores del Young England fueron exhortados a no tener resentimientos contra «los bravos noruegos» por el honor que han obtenido, y el The Boy's Own Paper sugirió que cada chico británico debería leer el relato de la expedición de Amundsen. Por otra parte, el corresponsal de The Times ofreció una tibia reprimenda a Amundsen por no informar a Scott hasta que fue demasiado tarde para que este respondiera. En su artículo dijo que «tanto más necesaria, pues nadie habría deseado una cooperación en el trabajo de la exploración polar del Sur más de capitán Scott... Aun así, nadie que conozca al capitán Amundsen puede tener alguna duda de su integridad, y desde que afirma haber alcanzado el polo estamos obligados a creerle».
Figuras prominentes de la Royal Geographical Society expresaron sentimientos más hostiles, al menos en privado. Para ellos, la hazaña de Amundsen fue el resultado de «un truco sucio». Markham dejó entrever que el reclamo de Amundsen podría ser fraudulento, diciendo que «Debemos esperar la verdad hasta el regreso del Terra Nova». Cuando más tarde en 1912 Amundsen se dirigió a la Royal Geographical Society, se sintió ofendido después de que Lord Curzon (presidente de la sociedad) en broma invitó a «Tres hurras por los perros». Shackleton no secundó a Lord Curzon en denigrar la victoria de Amundsen, a quien consideró «Tal vez el más grande explorador polar de la actualidad». Antes de oír las noticias de la muerte de su esposo, Kathleen Scott afirmó que el viaje de Amundsen «fue una hazaña muy fina... a pesar de la irritación de uno, uno tiene que admirarlo».

### La tragedia de Scott
Amundsen salió de Hobart para realizar una gira de conferencias por Australia y Nueva Zelanda. Luego fue a Buenos Aires para terminar de escribir el relato de la expedición. De vuelta en Noruega él supervisó la publicación del libro, después visitó el Reino Unido antes de embarcarse en una gira de conferencias por Estados Unidos. En febrero de 1913, mientras estaba en Madison, Wisconsin, Amundsen recibió la noticia de que Scott y 4 de sus camaradas alcanzaron el polo el 17 de enero de 1912, pero todos murieron para el 29 de marzo, durante el viaje de regreso. Los cuerpos de Scott, Wilson y Bowers fueron encontrados en noviembre de 1912, después de finalizado el invierno antártico. En su respuesta inicial, Amundsen catalogó la situación como «Horrible, horrible». Su tributo más formal decía que «El capitán Scott dejó un registro, por honestidad, por sinceridad, por valor, por todo lo que hace a un hombre».
Según Huntford, la noticia de la muerte de Scott significó que «Amundsen el victorioso fue eclipsado... por Scott el mártir». En el Reino Unido se desarrolló rápidamente un mito en el que Scott fue mostrado como el que se comportó de manera noble y jugó el juego limpiamente. Scott ha sido derrotado porque, en contraste, Amundsen era meramente un buscador de gloria que había escondido sus verdaderas intenciones, usando perros en lugar de confiar en la tracción humana y habiendo sacrificado esos mismos perros por comida. Además, Amundsen fue considerado como un "profesional", lo cual, en la mente de la élite británica de ese tiempo, minimizaba cualquier logro que haya obtenido. El mito fue ampliamente reforzado con la publicación de los diarios de Scott y su «Mensaje al público». Huntford señala de Scott que «Su talento literario era su triunfo. Era como si hubiera llegado a salir de su tienda enterrada y tomado venganza». Aun así, entre los exploradores el nombre de Amundsen siguió siendo respetado. En su recuento de la expedición Terra Nova escrito pocos años después, el compañero de Scott Apsley Cherry-Garrard escribió que la razón principal del éxito de Amundsen fue «las muy destacadas cualidades del hombre», especialmente su valor al elegir descubrir una nueva ruta.

### Perspectiva histórica

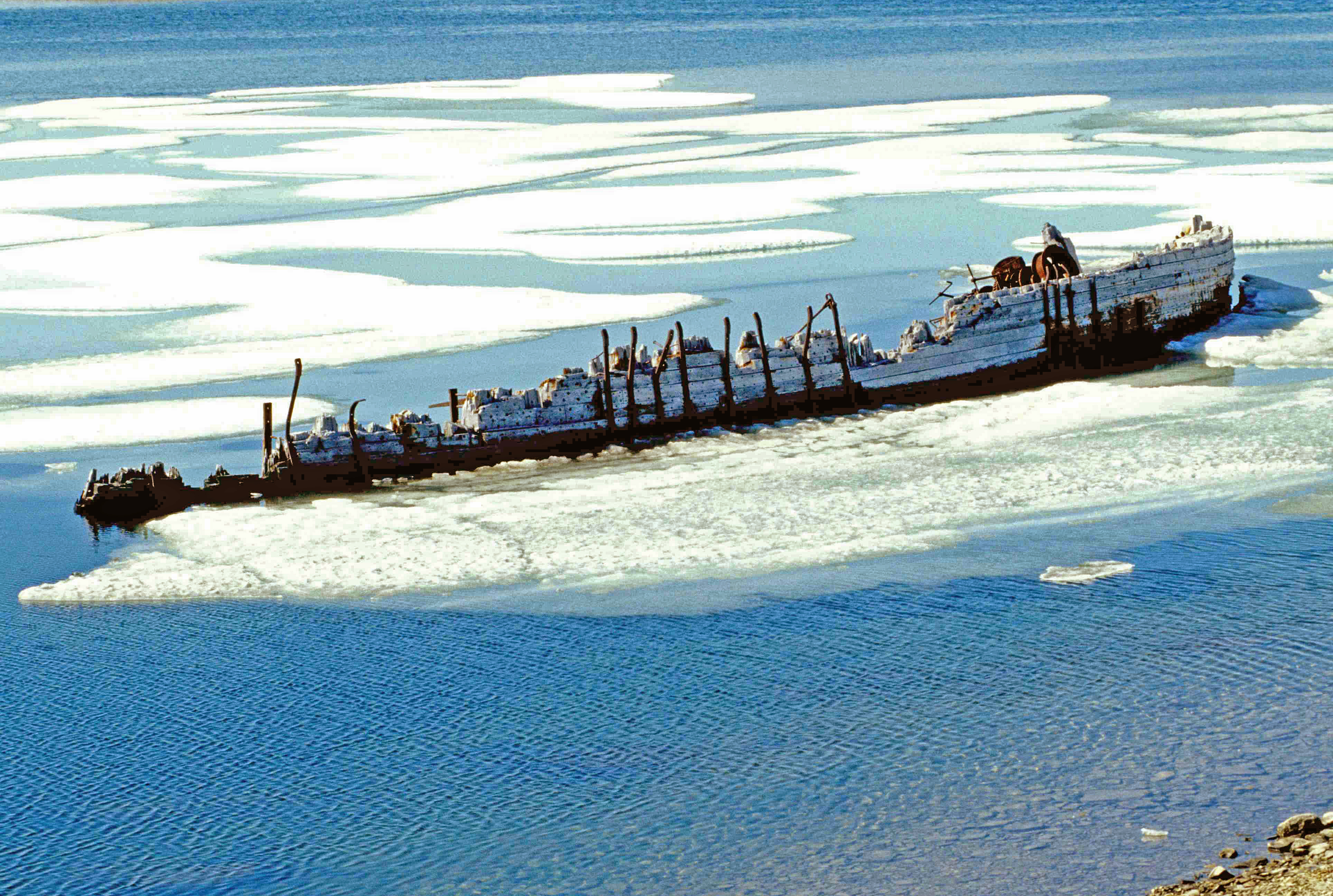
Restos del Maud, el último barco de Amundsen, en Cambridge Bay (Isla Victoria, Ártico canadiense), donde se hundió en 1930 (fotografía de 1998).

El estallido de la Primera Guerra Mundial en 1914 retrasó el inicio de la expedición Ártica de Amundsen (para la cual la expedición al Polo Sur era considerada preliminar) hasta julio de 1918. Él partió en un barco especialmente construido, el Maud, el cual permaneció en aguas del Ártico durante los siguientes 7 años. El barco no pasó por el Polo Norte, pero atravesó el Paso del Noreste. Amundsen dejó la expedición en 1923. El resto de su vida la dedicó a la exploración polar por aire. El 12 de mayo de 1926, a bordo del dirigible Norge con Lincoln Ellsworth y Umberto Nobile, Amundsen sobrevoló el Polo Norte. Él y Wisting, también a bordo del dirigible, fueron los primeros hombres en ver ambos polos. En 1928, mientras participaba en un intento de rescate de una expedición posterior de Nobile, Amundsen desapareció con su aeronave en el mar entre la Noruega continental y Spitsbergen.
Los 4 hombres que estuvieron en el polo con Amundsen recibieron la propuesta de acompañar a Amundsen en la expedición del Maud. Bjaaland y Hassel rechazaron la oferta (ninguno de los 2 participó en expediciones polares posteriores). Helmer Hanssen y Wisting se unieron a la expedición, con Wisting tomando el mando tras el retiro de Amundsen. En 1936 Wisting capitaneó al Fram en su último viaje a Oslo, donde se convirtió en Museo. Johansen, incapaz de llevar una vida normal tras su regreso de la Antártida, se volvió retraído, rehusándose a discutir sus experiencias o su disputa con Amundsen, y retirándose hacia una vida de depresión y pobreza. El 4 de enero de 1913 se suicidó en su residencia de Oslo.
El mito de Scott duró hasta el último cuarto del siglo XX, cuando fue reemplazado por uno que lo caracterizó como un «heroico chapucero», cuyo fracaso fue principalmente resultado de sus propios errores. Según la historiadora Stephanie Barczewski, esta caracterización es tan errónea como la anterior, la cual había sido considerada sin críticas. A principios del siglo XXI, varios autores han sugerido explicaciones más racionales para la tragedia de Scott en lugar de su incompetencia, haciendo que su reputación fuera restaurada hasta cierto punto. Este renovado interés en Scott también ha resaltado los logros de Amundsen. Barczewski destaca que «Amundsen y sus hombres alcanzaron el polo debido a una combinación de buena planificación, larga experiencia con perros de trineo e impresionante resistencia física». En su relato de la expedición de Scott, Diana Preston es específica en identificar la base del éxito de Amundsen. Estaba concentrado en el objetivo de alcanzar el polo mientras que Scott tenía que conciliar los reclamos competidores de la exploración geográfica y el conocimiento científico. «Como un práctico y experimentado profesional, [Amundsen] planeó cuidadosamente y aplicó todas las lecciones que aprendió en el Ártico... confió exclusivamente en los métodos probados de transporte y sin sentimentalismos explotó su potencial alimenticio. Fue similarmente eficiente y nada sentimental en el manejo de sus hombres». La base científica estadounidense en el Polo Sur, fundada en 1957, lleva el nombre de Base Amundsen-Scott en homenaje a ambos pioneros polares.
En un artículo publicado 100 años después de la expedición de Amundsen, un grupo de investigadores afirmó que la tienda y las banderas están enterradas bajo 17 metros de hielo y aproximadamente un minuto al norte del polo. El equipo de Scott fue el último en ver la tienda, la cual encontraron el 18 de enero de 1912. Henry Robertson Bowers tomó una fotografía de la tienda, pero murió en el viaje de regreso.